# サンベルト

サンベルト地帯、赤色で強調。

サンベルト（英: Sunbelt）とは、アメリカ合衆国南部および南西部の、北緯37度以南の地域のことである。温暖な気候と関連してこう呼ばれる。
概ね以下の各州が含まれる。
- ノースカロライナ州
- サウスカロライナ州
- ジョージア州
- フロリダ州
- アラバマ州
- ミシシッピ州
- ルイジアナ州
- テキサス州
- ニューメキシコ州
- ネバダ州
- ユタ州
- アリゾナ州
- カリフォルニア州

## 変遷
当地域は農業が盛んであったが、近年は石油産業や航空機・電子・研究機関などの先端技術産業が発達している。
1970年代から1980年代にかけて工業事業所や雇用が増加した。増加した産業のうち衣料、繊維・織物産業は、労働集約型産業として多くの工場が農村部に立地し、結果として農村部の工業化が進行した。同様な傾向はアメリカ南部の各地でみられた。ほかにサンベルトの一部地域（リサーチ・トライアングル、フォートワース、シリコンバレー、ロサンゼルス）で先端産業も増加した。ハイテク電子機器産業は、大学や、専門知識等をもつ労働者が存在する地域に立地した。
自動車産業などで外国資本の進出もみられ、自動車部品製造会社も増加した。
しかし、1994年に北米自由貿易協定 (NAFTA) が発効すると、より安価な労働力を求めてメキシコなどへの移転もみられ、サンベルトは製造業就業者数が20パーセント以上減少した。この影響で経済が停滞する地域もみられる。
経済だけでなく政治的にも重要度が増している。温暖で過ごしやすく中南米や西欧、アフリカなどから多数の移民が訪れる。アメリカ国内の寒冷な地方からの移住者も多く、人口は急増している。カリブ海諸国や国内からの移住が多いフロリダ州、メキシコからの移住が多いアリゾナ州、税金が安いネバダ州、経済が好調で自然災害の被害も比較的少ないノースカロライナ州、などは社会増加が顕著である。

## サンベルトとスノーベルト（フロストベルト）
サンベルトに対し、五大湖周辺からアメリカ合衆国北東部にかけての地域はスノーベルトと称される。フロストベルトやラストベルトとも称される。この地域は1970年代に鉄鋼業や自動車産業の衰退がみられた。この背景として、日本やヨーロッパと比較した競争力の低下が挙げられる。
近年の日本では、産業発展、人口増加が顕著なサンベルトと比較して、産業の斜陽、都市の空洞化、失業・犯罪の増加などマイナスのイメージが持たれている。
今日では市街地再開発の進行、治安改善や公害規制による住環境の整備、新たな産業の育成に成功している都市も多い。ボストン、シカゴ、ニューヨークはIT産業などが盛んで活況である。古くは重工業都市として知られたクリーブランド、シンシナティなどは、都市の再開発や住環境の整備に成功し、文化水準が高く住みよい都市として評判を得ており、今後日本各地の老朽化した都市の再開発を迎えるにあたって、その手法は十分模範になるものである。インディアナポリスやコロンバスなどは自動車工業の発展により成長を続け、サンベルトに比べ貧富の格差が小さく、各都市の文化、教育水準が高い。デトロイトなど一部の都市を除いて治安も大幅に改善された。